# Église San Giovanni Battista dei Genovesi
Pour les articles homonymes, voir Église San Giovanni Battista.
L'église  San Giovanni Battista dei Genovesi (en français : Saint-Jean-Baptiste-des-Génois) est une église romaine située dans le quartier Trastevere sur la via Anicia. Elle est dédiée à Jean le Baptiste.

## Historique
L'église originale fut construite de 1481 à 1492 sur les fonds d'un riche Génois, Mariaduce Cicala, trésorier de la chambre apostolique, qui lui adjoint alors un hôpital dédié aux marins génois accostant au port de Ripa Grande voisin sur le Tibre. En 1533, est instituée la confraternité de san Giovanni dei Genovesi (devenue en 1890, l'Opera Pia) qui administrait à cette époque l'église et l'hôpital jusqu'au milieu du XVIIIe siècle.
L'église est totalement reconstruite en 1737, agrandie d'une abside et dotée d'une façade qui sera refaite vers 1750 à l'occasion d'importants travaux de restructuration interne de l'édifice.

## Architecture et ornements
L'église de style baroque est à nef unique. Parmi les œuvres d'art de cette église se trouvent :
- La tombe de Mariaduce Cicala, le mécène constructeur, datant du XVe siècle par un artiste de l'école d'Andrea Bregno ;
- La chapelle de sainte Caterina Fieschi, du XVIIIe siècle, possédant des fresques d'Odoardo Vicinelli ;
- Un tabernacle florentin de la fin du XVe siècle ;
- Une inscription rappelant où fut planté en 1588 le premier palmier de Rome.

L'ancien hôpital situé sur un côté de l'église possède un exceptionnel cloître renaissance de Baccio Pontelli qui donne accès à l'oratoire de san Giovanni Battista dei Genovesi, du XVIe siècle, avec un plafond à caissons et des fresques représentant l'histoire de la Vierge et de Jean le Baptiste.

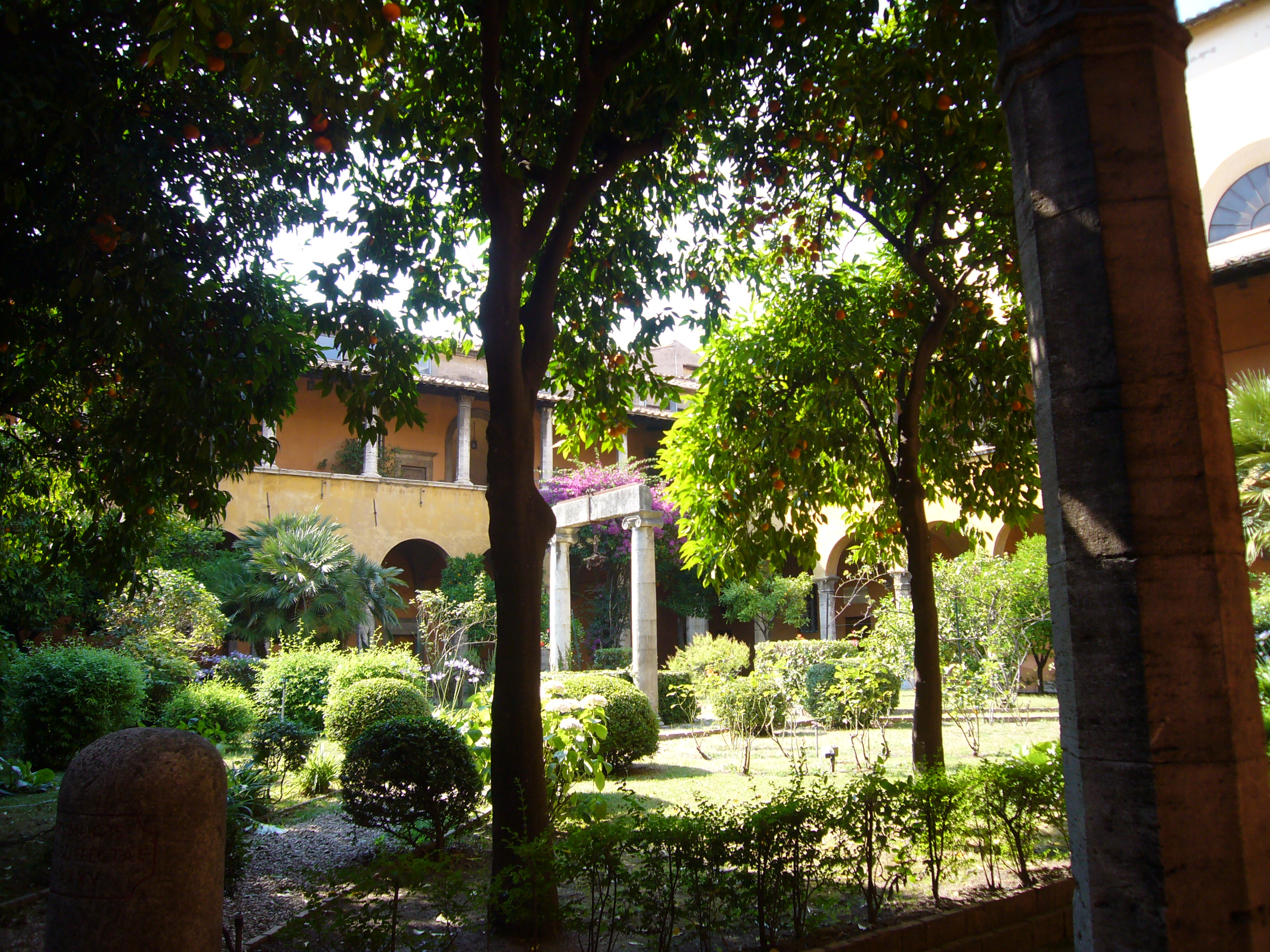
Le cloître mitoyen
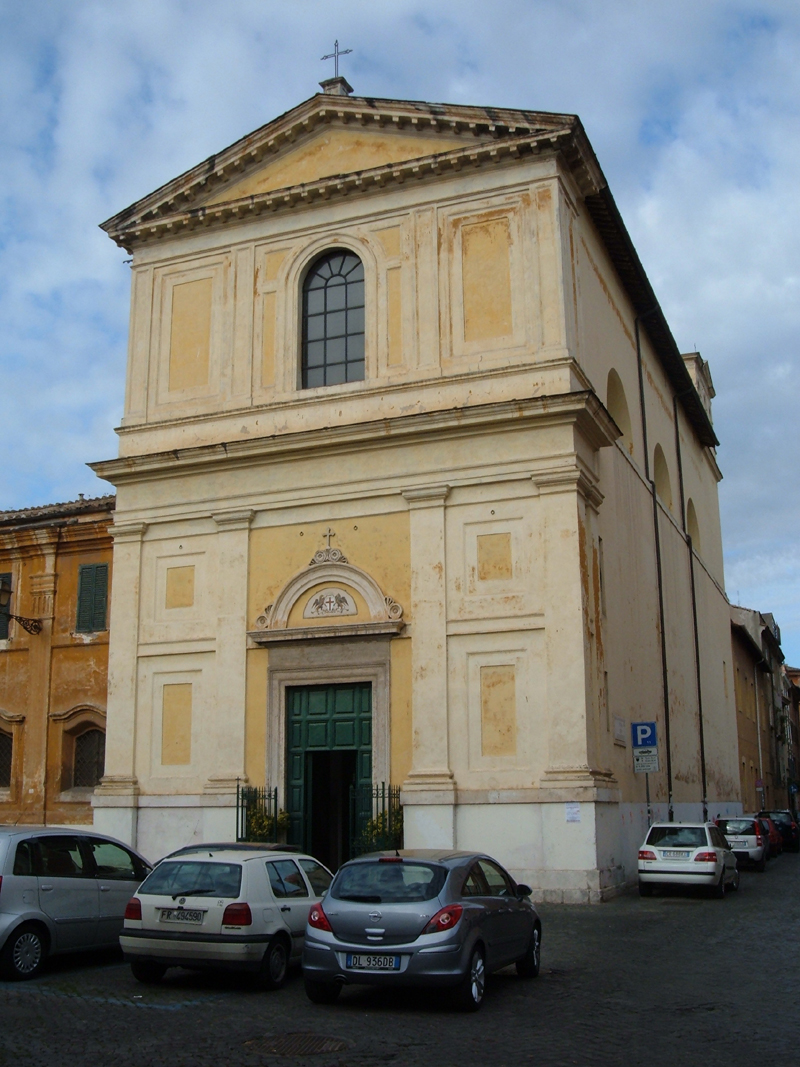
Façade